# Aglaia macrocarpa
Aglaia macrocarpa är en tvåhjärtbladig växtart som först beskrevs av Friedrich Anton Wilhelm Miquel, och fick sitt nu gällande namn av C.M. Pannell. Aglaia macrocarpa ingår i släktet Aglaia och familjen Meliaceae. Inga underarter finns listade i Catalogue of Life.